# Baranyay László
Baranyay László (Kiskundorozsma, 1946. január 13.) Liszt Ferenc-díjas magyar zongoraművész és -tanár.

## Élete
Szegeden tanult alap- (1955–1960) és középfokon (N. Varjú Irma, 1960–1964). 1964-ben lett a budapesti Zeneakadémián Ungár Imre tanítványa. Az 1969-es végzés után három évre a moszkvai Csajkovszkij Konzervatóriumban Sztanyiszlav Genrihovics Neuhaushoz került posztgraduális képzésre. Ezt több mesterkurzus, egyéni tanulmány követte (Anda Géza, Fischer Annie, Mihály András, Sebők György).
1972-től koncertező művész, 1973-tól a Zeneakadémia adjunktusa, jelenleg habilitált egyetemi tanára. 2002 óta a ljubljanai akadémián is állandó vendégprofesszor. Számos mesterkurzust tartott kül- és belföldön. Legismertebb tanítványa Bogányi Gergely.
2005-ben védte meg Budapesten Gondolatok a zongorajátékról c. DLA-disszertációját.
Zongoraművészként repertoárjának középpontjában a 20. századi és kortárs művek állnak. Több ősbemutató fűződik nevéhez.

## Díjai, kitüntetései
- 1967 – Enescu-verseny, Bukarest: különdíj
- 1969 – Schumann-verseny, Zwickau: IV. díj
- 1971 – Liszt–Bartók-verseny, Budapest: III. díj
- 1985 – Szocialista Kultúráért
- 1992 – Liszt Ferenc-díj
- 2012 – Budapestért díj
- 2025 – A Magyar Érdemrend lovagkeresztje